# Phyllodactylus gerrhopygus
Phyllodactylus gerrhopygus är en ödleart som beskrevs av  Wiegmann 1834. Phyllodactylus gerrhopygus ingår i släktet Phyllodactylus och familjen geckoödlor. Inga underarter finns listade i Catalogue of Life.